# Apoldu de Jos
Apoldu de Jos là một xã thuộc hạt Sibiu, România. Dân số thời điểm năm 2002 là 1538 người.